# Werner Greuter
Werner Rodolfo Greuter (nascut el 27 de febrer de 1938) a Gènova, Itàlia, és un botànic suís. És el president del Comitè editorial de International Code of Botanical Nomenclature (ICBN) - dels previs St Louis Code (2000), i el Tokyo Code (1994), però no pas de l'actual Vienna Code de 2006. Ha contribuït a l'International Code of Nomenclature for algae, fungi, and plants, el Melbourne Code de 2012.
Werner Greuter assistí a escoles de Bellinzona i Winterthur, i es doctorà a la Universitat de Zuric el 1972. El 1978 va ser nomenat professor de biologia a la Universitat Lliure de Berlín i director del Jardí i museu botànic de Berlín-Dahlem.

## Premis[2]
- Optima Gold Medal, 1998.
- Distinguished Services Award, XVI International Botanical Congress, St Louis, Missouri
- Theophrastus Medal of Honour de la Societat botànica hel·lènica, 2000
- Professor honorari, Universitat de L'Havana, 2004